# Niskajärvi (sjö i Norra Österbotten, lat 65,37, long 27,17)
Niskajärvi är en sjö i Finland. Den ligger i kommunen Pudasjärvi i landskapet Norra Österbotten, i den centrala delen av landet, 600 km norr om huvudstaden Helsingfors. Niskajärvi ligger 130,2 meter över havet. Arean är 14,8 hektar och strandlinjen är 2,95 kilometer lång. Sjön  ingår i Ijo älvs huvudavrinningsområde.   Den ligger vid sjön Jongunjärvi.